# Larger than Live
Larger Than Live è il quinto album dei Keel, uscito il 18 marzo 1989 per l'etichetta discografica Gold Castle Records.

## Il disco
"Larger Than Live", è composto in parte da nuovo materiale ed in parte da esecuzioni live registrate al Roxy Club di Los Angeles nel 1987.
Nell'album sono presenti le cover "Rock And Roll Outlaw" dei Rose Tattoo e "Fool For A Pretty Face" degli Humble Pie.
Jaime St. James vocalist dei Black 'N Blue e Kevin DuBrow cantante dei Quiet Riot parteciparono come voci addizionali nella cover "Fool For A Pretty Face".

## Tracce
1. Evil Wicked Mean & Nasty (Keel) 4:23
2. Riding High (Chaisson, Miller, PK, Warren) 3:25
3. Die Fighting (PK) 4:43
4. Dreams Are Not Enough (RK, Wolfe) 4:16
5. So Many Good Ways to Be Bad (Diamond, RK) 4:08
6. Fool for a Pretty Face (Marriott, Shirley) 4:18 (Humble Pie Cover)
7. Hard as Hell [Live] (PK) 4:07
8. Rock & Roll Animal [Live] (Ferrari) 6:16
9. Private Lies [Live] (PK) 4:37
10. Rock & Roll Outlaw [Live] (Anderson, Cocks, Wells) 4:13 (Rose Tattoo Cover)
11. The Right to Rock [Live] (Chaisson, Ferrari, Jay, Keel) 6:05
12. Cold Day in Hell [Live] (Keel) 5:20

## Formazione
- Ron Keel - voce, chitarra
- Bryan Jay - chitarra solista, cori
- Tony Palmucci - chitarra (dalla traccia 1 alla 6)
- Marc Ferrari - chitarra (dalla traccia 7 alla 12)
- Kenny Chaisson - basso, cori
- Dwain Miller - batteria, cori
- Scott Warren - tastiere, cori

### Altri musicisti
- Jaime St. James - cori nella traccia 6
- Kevin DuBrow - cori nella traccia 6